# Барлов, Драган
Дра́ган Ба́рлов (род. 30 января 1957, Крагуевац) — сербский шахматист, гроссмейстер (1986).
Чемпион Югославии (1986). Участник соревнований на первенство мира: зональный турнир ФИДЕ — Пукарево (1987) — 1—2-е; межзональный турнир — Загреб (1987) — 15-е места.
Лучшие результаты в международных турнирах: Белград (1975) — 1—4-е; Врнячка-Баня (1979) — 4—6-е; Кикинда (1980) — 4—5-е; Монте-Карло (1980) — 2—3-е; Баден (1980) — 2-е; Каорле (1982, 1984 и 1986) — 1—4-е, 2-е и 1—3-е; Цюрих (1983/1984, 1984) — 1—4-е и 1—2-е; Луанда (1983) — 1-е; Вена (1984) — 2—4-е; Сочи (1985) — 2—4-е; Нью-Йорк (1986, март—апрель) — 3—6-е; Бор (1986) — 4-е места.

## Изменения рейтинга
| Графики недоступны из-за технических проблем. См. информацию на Фабрикаторе и на mediawiki.org. |